# National Electrical Manufacturers Association
Pour les articles homonymes, voir NEMA.
La National Electrical Manufacturers Association (NEMA ; litt. « association nationale des manufacturiers électriques ») est une association américaine créée le 1er septembre 1926 par la fusion de l'Associated Manufacturers of Electrical Supplies et l'Electric Power Club. Elle est basée à Rosslyn, Virginie. Elle rédige des normes pour les produits électroniques. Elle compte 400 membres.
Elle est notamment à l'origine des « têtes NEMA », un type d'installation lumineuse utilisé dans l'éclairage public, et des autocollants d'identification des types de lampes dans ce même domaine, ainsi que des prises électriques de type A et B utilisées en Amérique du Nord (États-Unis d'Amérique, Canada Mexique, entre autres).
Le format DICOM, standard mondial régissant les échanges de données en médecine, a été créé par la NEMA, en collaboration avec l'American College of Radiology. Ces deux organismes sont les détenteurs des droits sur le standard, qu'ils maintiennent,. Dans le domaine de la physique médicale, certains standards sont fixés par la NEMA.